# Grobya cipoensis
Grobya cipoensis là một loài thực vật có hoa trong họ Lan. Loài này được F.Barros & Lourenço mô tả khoa học đầu tiên năm 2004.